# Jessica Eisermann
Jessica Eisermann (* in Bonn) ist eine deutsche Journalistin, Soziologin und Medienwissenschaftlerin.

## Ausbildung
Eisermann besuchte das Beethoven-Gymnasium Bonn. Sie studierte Soziologie, Theater-, Film- und Fernsehwissenschaft, Kunstgeschichte sowie Politische Wissenschaft in Köln, Florenz und Berlin. Ihre Magisterarbeit befasste sich mit dem Thema Selbstkontrolle in den Medien und dem Deutschen Presserat. Sie wurde als Stipendiatin am Europäischen Hochschulinstitut in Florenz zum Thema Mediengewalt promoviert.

## Leben und Werk
Eisermann arbeitet seit 2001 beim WDR. Von 2009 bis 2017 war sie beim WDR als Redaktionsleiterin verantwortlich für das Fernsehprogramm der ARD Einsfestival, heute One. Als der WDR 2005 die Verantwortung für Einsfestival übernommen hat, war Eisermann verantwortlich für die Ausrichtung von Einsfestival nach dem Vorbild von BBC Three als junges öffentlich-rechtliches Fernsehprogramm der ARD.
Eisermann hat bei Einsfestival unter anderem folgende Eigenproduktionen initiiert und verantwortet: Einsweiter, Coldmirror, Nadia auf den Spuren der Liebe, Die allerbeste Sebastian Winkler Show, UMZUG!, Landschwärmer und Clipster.
Eisermanns Vater war der Volkswirt und Soziologe Gottfried Eisermann; zu ihren Geschwistern gehört der Journalist und Moderator David Eisermann.

## Publikationen
- Selbstkontrolle in den Medien. Der Deutsche Presserat und seine Möglichkeiten.Wissenschaftszentrum Berlin für Sozialforschung (WZB). Berlin 1993
- Mediengewalt. Die gesellschaftliche Konstruktion von Gewaltdarstellungen im Fernsehen. Wiesbaden 2001 ISBN 978-3-531-13540-3